# Pavel Kindlmann
prof. RNDr. Pavel Kindlmann, DrSc. (* 29. listopadu 1954) je vyučující v Ústavu životního prostředí Přírodovědecké fakulty Karlovy univerzity. Vystudoval teoretickou kybernetiku na Matematicko-fyzikální fakultě Univerzity Karlovy.
V rámci výzkumu se zabývá ekologií terestrických orchidejí, ekologií mšic a jejich predátorů, dynamikou populací, stabilitou ekologických společenstev, studiem a modelováním systémů dravec–kořist a ochranou přírody a biodiverzity. Je (spolu)autorem několika odborných knih a učebnic a řady odborných i popularizujících článků.
Je ženatý a má dvě děti. Mimo vědeckou práci se věnuje svému jihočeskému hospodářství.